# Union Minière

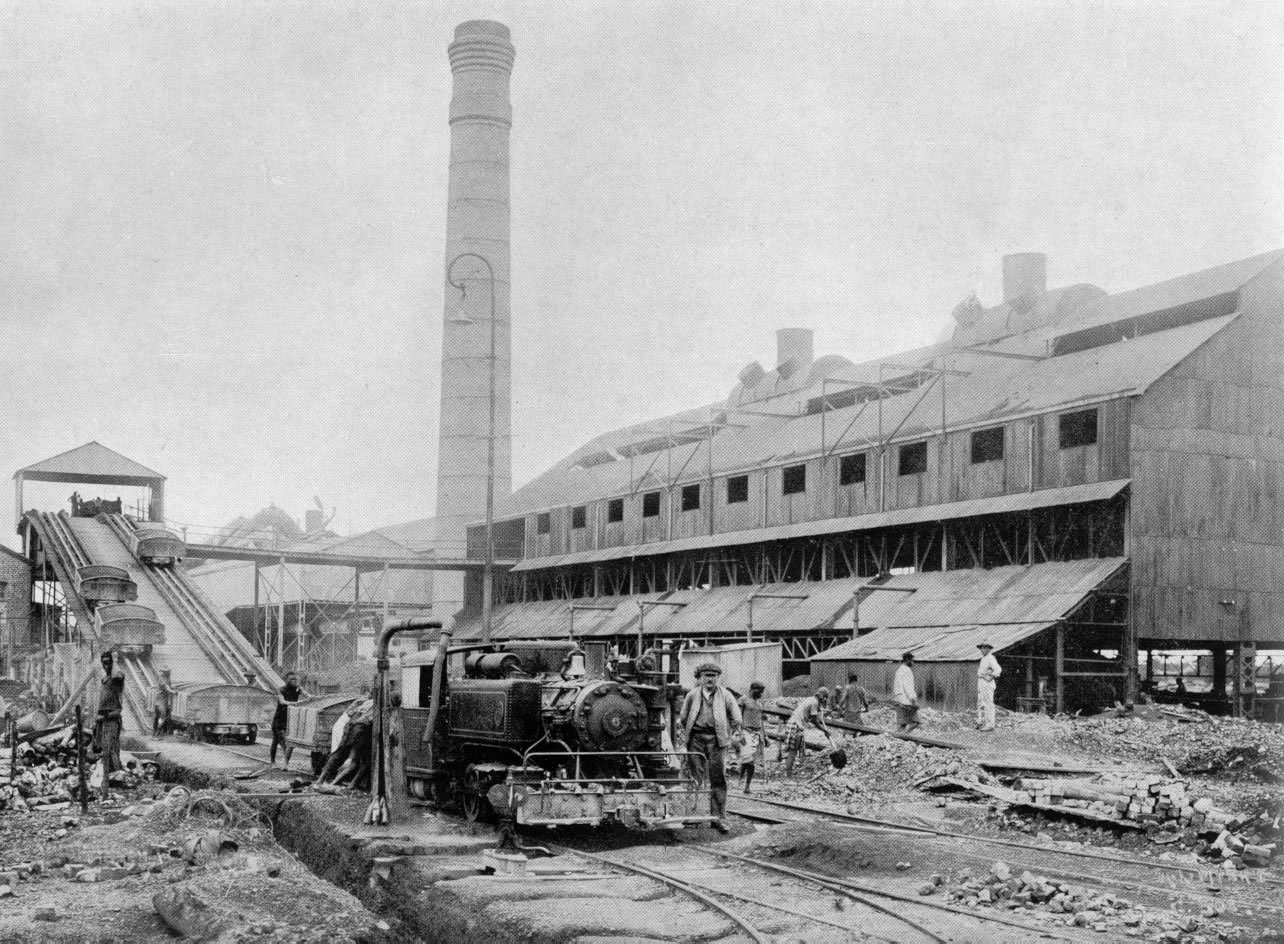
fabriek van De Union Minière in Lubumbashi, Katanga.

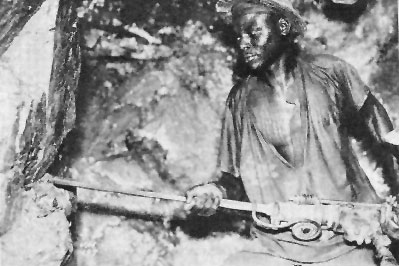
Congolese mijnwerker in Katanga.

De Union Minière, tot 1967 officieel de Union Minière du Haut-Katanga (UMHK), was een Belgisch mijnbedrijf dat actief was in de Democratische Republiek Congo (destijds Onafhankelijke Congostaat en Belgisch-Congo) en meer bepaald in de zeer ertsrijke provincie Katanga tussen 1906 en 1966. Nadien was de onderneming ook actief in andere landen. 
In 1981 werd de Union Minière een maatschappij die meer algemeen actief was in non-ferrometalen, Ze overkoepelde een aantal bedrijven in die sector die tot de groep van de Generale Maatschappij van België behoorden. Later werden een aantal van die maatschappijen met de Union Minière samengevoegd in één bedrijf, dat sinds 2001 de naam Umicore draagt.

## Geschiedenis
De geschiedenis van het bedrijf gaat meer dan 200 jaar terug in de tijd. Eind 1805 kreeg Jean-Jacques Dony de concessie voor de zinkmijnen van Vieille Montagne toegewezen. Hiermee ontstond de vroegste voorloper van het huidige bedrijf.
Nog tijdens het bewind van Leopold II in Congo, werd in 1906 Union Minière (du Haut Katanga, of UMHK) opgericht, de andere grote poot van het toekomstige Umicore. De oprichting gebeurde met kapitaal van Britse investeerders enerzijds en Belgische bedrijven anderzijds. Grote aandeelhouders waren onder andere de Compagnie du Katanga, de CCCI, de Banque d'Outremer en vooral de Belgische Generale Maatschappij. Die Generale Maatschappij had vanaf 1822 de touwtjes van de Belgische economie stevig in handen en had grote belangen in de bedrijven die actief waren in de Congolese kolonie. De raad van bestuur van de Generale Maatschappij bestond dan ook grotendeels uit politici en getrouwen van Leopold II.[2]
De UMHK had tot doel de mineraalrijke ondergrond van Belgisch-Kongo te ontginnen. Zo kwam Vieille Montagne door een overname in handen van Union Minière. De ontginning van de enorme bodemrijkdommen van Katanga gebeurde vaak ten koste van de lokale Congolese bevolking. De werk- en leefomstandigheden van Congolese arbeiders waren mensonwaardig en velen van hen leden onder tuberculose of longontsteking. Dit leidde tot een hoog sterftecijfer onder de Congolese werknemers van het bedrijf.[3] Een staking van de werknemers werd manu militari de kop ingedrukt en naar schatting 60 arbeiders verloren het leven.[4]
De Union Minière leverde tijdens de Tweede Wereldoorlog uranium aan de Verenigde Staten.[5] In deze periode was Katanga immers de enige bekende bron van uranium in de wereld. Met dit uranium slaagden de Verenigde Staten erin de eerste kernbommen te maken, die later zouden gebruikt worden bij de aanvallen op Hiroshima en Nagasaki. België hield aan de deal met de Verenigde Staten 2,5 miljard dollar over.[4]
De UMHK speelde ook een rol bij de afscheiding van de mijnprovincie Katanga tijdens de interne strijd die losbarstte na de onafhankelijkheid van Congo in 1960. De Union Minière leverde financiële steun[6] aan het regime van opstandeling Moïse Tshombé om de provincie af te scheiden van het centrale bestuur in Leopoldstad, waar premier Lumumba de leiding had over de eerste democratisch verkozen Congolese regering. Door mee de Katangese secessie te bewerkstelligen hield het bestuur de UMHK uit Congolese handen.[4]
In het boek 'De moord op Lumumba' beschrijft Ludo De Witte de rol van de UMHK bij die moord. Naast financiële en logistieke steun zou de Union Minière ook het zwavelzuur hebben geleverd waarin het lijk van Patrice Lumumba werd opgelost. Dit boek leidde tot een parlementaire onderzoekscommissie waarbij onder andere de Belgische overheid mee verantwoordelijk werd gesteld voor die moord.
In 1967 werden de activiteiten in Katanga door Mobutu genationaliseerd tot Gécamines.